# Vieille ville de Dubrovnik
Pour un article plus général, voir Dubrovnik.
La vieille ville de Dubrovnik ou vieille ville de Raguse est le centre historique de cette ville du Sud de la Croatie située sur la côte dalmate. Localisée sur un promontoire rocheux au-dessus de la mer Adriatique, elle est délimitée par des falaises à l'ouest et au sud, par son port à l'est et par d'imposants remparts au nord et à l'ouest.
Connue sous le nom de Raguse de sa fondation au VIIe siècle jusqu'en 1918, la cité marchande passe sous souveraineté byzantine puis vénitienne avant de devenir la capitale d'une République indépendante. La cité, prospère et opulente jusqu'au XVIIe siècle, est fortement endommagée par deux fois, en avril 1667 par un séisme et entre fin 1991 et début 1992 lors du siège de Dubrovnik dans le cadre de la guerre de Croatie. Ce dernier événement met en péril le classement de la vieille ville sur la liste du patrimoine mondial de l'Unesco effectué en 1979 mais les efforts de reconstruction et de restauration permettent d'éviter la désinscription. Grâce à la présence de ce quartier historique, Dubrovnik constitue l'une des principales destinations touristiques de la Croatie depuis la fin des années 1990.

## Architecture et urbanisme
- Remparts de Dubrovnik
- Stradun (rue principale)
- Cathédrale de l'Assomption
- Palais du Recteur
- Palais Sponza
- Fontaine d'Onofrio (hr)
- Église Saint-Sauveur
- Église Saint-Blaise
- Église de la Sainte Annonciation, 1877
- Couvent franciscain de Dubrovnik
- Synagogue de Dubrovnik
- Collège de Dubrovnik
- Tour de l'horloge de Dubrovnik

## Protection
Le site est inscrit au patrimoine mondial de l'UNESCO depuis 1979.

## Économie et tourisme
Le tourisme de masse dont est victime la vieille ville est source de tensions dans la zone depuis plusieurs dizaines d'années (1997 environ).